# Serie A2 1991-1992 (pallacanestro maschile)
Il campionato italiano di basket di Serie A2 1991-92 è composto di 16 squadre che disputano un girone all'italiana con partite di andata e ritorno. La vittoria vale 2 punti, la sconfitta 0. In caso di parità sono previsti i supplementari.
Le prime 2 classificate avranno il diritto di partecipare ai play-off insieme alle prime 10 squadre classificate in serie A1, saranno inoltre promosse alla serie A1 1992-93.
Le classificate dal 3º al 10º posto disputeranno due gironi di spareggio insieme a 4 squadre di serie A1 (classificate dall'11º al 14º posto): le prime 2 classificate di ogni girone giocheranno la prossima stagione in serie A1.
Le ultime 2 classificate della serie A2 retrocedono in serie B1.

## Stagione regolare

### Classifica
|  |     | Classifica finale 1991-1992 | Pt | G  | V  | P  | PtF  | PtS  |
|  | --- | --------------------------- | -- | -- | -- | -- | ---- | ---- |
|  | 1.  | Panasonic Reggio Calabria   | 48 | 30 | 24 | 6  | 2925 | 2588 |
|  | 2.  | Lotus Montecatini           | 44 | 30 | 22 | 8  | 2594 | 2352 |
|  | 3.  | Marr Rimini                 | 36 | 30 | 18 | 12 | 2591 | 2523 |
|  | 4.  | Kleenex Pistoia             | 36 | 30 | 18 | 12 | 2692 | 2522 |
|  | 5.  | Depi Napoli                 | 32 | 30 | 16 | 14 | 2484 | 2590 |
|  | 6.  | Scaini Venezia              | 32 | 30 | 16 | 14 | 259  | 2603 |
|  | 7.  | Breeze Milano               | 30 | 30 | 15 | 15 | 2741 | 2745 |
|  | 8.  | Turboair Fabriano           | 30 | 30 | 15 | 15 | 2557 | 2565 |
|  | 9.  | Billy Desio                 | 28 | 30 | 14 | 16 | 2612 | 2631 |
|  | 10. | Banco Sardegna Sassari      | 26 | 30 | 13 | 17 | 2476 | 2513 |
|  | 11. | Sidis Reggio Emilia         | 26 | 30 | 13 | 17 | 2595 | 2629 |
|  | 12. | Majestic Firenze            | 26 | 30 | 13 | 17 | 2670 | 2726 |
|  | 13. | Mangiaebevi Bologna         | 24 | 30 | 12 | 18 | 2572 | 2641 |
|  | 14. | Cercom Ferrara              | 22 | 30 | 11 | 19 | 2553 | 2661 |
|  | 15. | Telemarket Brescia          | 22 | 30 | 11 | 19 | 2586 | 2791 |
|  | 16. | Rex Udine                   | 18 | 30 | 9  | 21 | 2672 | 2831 |

### Risultati
Tabellone Gare Legabasket Serie A2 1991-92 Archiviato il 29 novembre 2014 in Internet Archive.

## Play-off
Panasonic Reggio Calabria e Lotus Montecatini accedono ai play-off con le prime 10 di serie A1.

## Play-out
Due gironi da 6 squadre che si incontrano in partite di andata e ritorno. Vi partecipano le classificate dall'11º al 14º posto di serie A1, e le classificate dal 3º al 10º posto di A2. Le prime 2 classificate di ogni girone giocheranno la stagione 1992-93 in serie A1, le altre in serie A2.

## Verdetti
- Promossa in serie A1:  Panasonic Reggio Calabria.
Formazione: vedi Viola Reggio Calabria 1991-1992
- Promossa in serie A1:  Lotus Montecatini.
- Retrocessa in serie B1:  Rex Udine
- Retrocessa in serie B1:  Telemarket Brescia